# فولفغانغ دريملر
فولفغانغ دريملر (بالألمانية: Wolfgang Dremmler)‏ (مواليد 12 يوليو 1954) هو لاعب كرة قدم. يلعب مع منتخب ألمانيا الغربية لكرة القدم. سبق له أن لعب في كأس العالم لكرة القدم مع منتخب بلاده.

## مسيرته الكروية
لعب فولفغانغ دريملر خلال مسيرته الاحترافية مع ناديين في ثلاثة عشر موسمًا وسجل خلالها 21 هدفًا ضمن 342 مباراة. حيث فاز في ثلاثة مواسم بالكأس وفي أربعة مواسم بالدوري.
خاض فولفغانغ دريملر مسيرته مع نادي آينتراخت براونشفايغ في موسم 1973–74 ليلعب معه ستة مواسم، مشاركًا في 170 مباراة سجل خلالها 15 هدفًا. ثم انتقل إلى نادي بايرن ميونخ في موسم 1979–80 ليلعب معه سبعة مواسم، حيث شارك في 172 مباراة سجل خلالها 6 أهداف.

## روابط خارجية
- فولفغانغ دريملر على موقع الاتحاد الدولي (مؤرشف)  (الإنجليزية)
- فولفغانغ دريملر على موقع الاتحاد الأوربي (الإنجليزية)
- فولفغانغ دريملر على موقع قاعدة بيانات كرة القدم.إي يو (الإنجليزية)
- فولفغانغ دريملر على موقع بيانات كرة القدم. دي إي (الألمانية)
- فولفغانغ دريملر على موقع ناشيونال فوتبول تيمز (الإنجليزية)
- فولفغانغ دريملر على موقع عالم كرة القدم.نت (الإنجليزية)